# Dan Moody
Daniel James Moody, Jr. (1 de junho de 1893 - 22 de maio de 1966) foi o 30º governador do estado americano de Texas, de 17 de janeiro de 1927 a 20 de janeiro de 1931. Foi a pessoa mais jovem a governar o estado texano, tendo iniciado seu mandato com 34 anos.